# Biscutella conquensis
Biscutella conquensis är en korsblommig växtart som beskrevs av Gonzalo Mateo och Manuel Benito Crespo. Biscutella conquensis ingår i släktet Biscutella och familjen korsblommiga växter. Inga underarter finns listade i Catalogue of Life.